# Купело
Купѐло (на италиански: Cupello, на местен диалект lu Cupellë, лу Купелъ) е малко градче и община в Южна Италия, провинция Киети, регион Абруцо. Разположен е на 264 m надморска височина. Населението на общината е 4874 души (към 2010 г.).